# T-64
T-64 (tên mã dự án là Obyekt 434) là một xe tăng chiến đấu chủ lực của Liên Xô. Nó được phát triển và chế tạo từ đầu thập niên 1960 bởi phòng thiết kế xây dựng cơ khí Kharkiv mang tên A. A. Mozorov. T-64 bắt đầu được sản xuất hàng loạt từ năm 1964 và chính thức phục vụ trong quân đội Liên Xô từ năm 1969. Từ thập niên 1970, Liên Xô bắt đầu trang bị các xe tăng chiến đấu chủ lực T-64 và thế hệ nối tiếp trên cơ sở cải tiến T-64 là T-80 cho các sư đoàn xe tăng, đồng thời phân bổ các xe tăng T-54/55, T-62 sang sử dụng làm phương tiện hỗ trợ cho các sư đoàn bộ binh cơ giới.
Phiên bản nguyên thủy của T-64 sử dụng pháo nòng trơn 115 mm 2A21 (D-68) và đại liên đồng trục 7,62mm PKT. Nó là loại xe tăng áp dụng hàng loạt công nghệ tiên tiến nhất thế giới khi đó. Nó là xe tăng đầu tiên trên thế giới sử dụng hệ thống nạp đạn tự động thay thế vai trò của người lính nạp đạn, vì vậy tổ lái giảm xuống còn có ba người. Nó cũng là xe tăng đầu tiên sử dụng hệ thống đo khoảng cách bằng laser để tăng độ chính xác khi bắn mục tiêu ở xa. Vỏ giáp của T-64 cũng là loại đầu tiên sử dụng vật liệu tổng hợp thay vì chỉ có thép thông thường làm tăng độ bền cho giáp trụ.
Phiên bản cải tiến là T-64A (1968) mang lớp giáp dày hơn và pháo chính với cỡ nòng 125 mm. Thiết kế mới làm xóa nhòa sự phân loại xe tăng hạng trung và hạng nặng vì T-64 lần này mang các thuộc tính của 2 dòng xe tăng đó: nó có vỏ giáp dày tương đương xe tăng hạng nặng và độ cơ động tốt của tăng hạng trung. Nói cách khác, T-64 là xe tăng chiến đấu chủ lực đầu tiên của Liên Xô và cũng là đầu tiên trên thế giới. Phiên bản T-64B (1976) là loại xe tăng đầu tiên có khả năng bắn tên lửa chống tăng có điều khiển qua nòng pháo.
Trên cơ sở T-64, Liên Xô sau đó đã phát triển T-72 và T-80 cũng là các xe tăng chiến đấu chủ lực nhưng theo các phương châm khác nhau.

## Giới thiệu chung
T-64 là một mẫu xe tăng hình thành tại Kharkiv, Ukraina và được xem như là thế hệ kế tiếp của các xe tăng như T-54/55 và T-62. Nó được thiết kế và phát triển bởi Cục thiết kế do Aleksander Aleksandrovich Morozov lãnh đạo.
Trong thiết kế của T-64 có 2 điểm đột phá mang tính cách mạng. Đầu tiên là vỏ giáp phức hợp, bao gồm hỗn hợp thép và vật liệu tổng hợp (composite), cho khả năng bảo vệ cao hơn nhiều so với vỏ thép thông thường. Điều này giúp cho giáp trước của T-64 có khả năng bảo vệ cao gấp đôi so với T-62 dù cả hai loại xe nặng ngang nhau). Thứ 2 là hệ thống nạp đạn tự động, giúp làm giảm số thành viên trong tổ lái, đồng thời giúp giảm kích thước tháp pháo (điều này giúp xe khó bị trúng đạn hơn cũng như làm giảm bớt khối lượng xe tăng). Nhiều chiến sĩ xe tăng thường đùa rằng với cải tiến này, những nhà thiết kế đã bắt kịp với bài hát "Ba người lính xe tăng" nổi tiếng trong quân đội Liên Xô thời đó.
Về sau T-64 còn được phát triển thành các mẫu T-64A (1967) với khẩu pháo chính 125 ly, và T-64B (1976) với khả năng bắn tên lửa ATGM qua nòng pháo. Nhưng bản nâng cấp nổi tiếng hơn cả là chiếc tăng T-80 (1976) chạy bằng động cơ turbine khí. Tháp pháo của T-64 cũng được dùng trong các bản nâng cấp của T-80 như T-80U, T-80UD và T-84.
Với mục đích ban đầu là tạo ra một mẫu xe tăng mạnh để đương đầu với các xe tăng và khí tài chống tăng phương Tây, đồng thời thay thế vai trò của các xe tăng hạng nặng dòng IS và T-10, không ngạc nhiên khi T-64 trở thành mẫu xe tăng tân tiến nhất không chỉ ở Liên Xô mà còn trên bình diện quốc tế vào thời điểm nó ra đời. Nó hoàn toàn vượt trội các loại xe tăng phương Tây thời kỳ đó như M48 Patton của Mỹ, Centurion của Anh, hoặc Leopard 1 của Đức. Nhưng điều này cũng khiến cho giá thành và chi phí sản xuất của nó khá cao (T-64 đắt gấp rưỡi so với T-72), vì vậy T-64 chỉ được sản xuất hạn chế và không được xuất khẩu, cụ thể nó hầu như chỉ được trang bị cho các đơn vị Xô Viết tinh nhuệ và đóng ở các khu vực hiểm yếu của Liên Xô và khối Warszawa, ví dụ như Đông Đức và Hungary.
Sau khi Liên Xô tan rã, các xe tăng T-64 còn lại vẫn được tiếp tục sử dụng tại các quốc gia thuộc SNG, ví dụ Ukraina hiện giữ gần 2.000 chiếc và Lục quân Nga hiện có 4000 chiếc.

## Quá trình phát triển

### Obyekt 430
Quá trình thiết kế mẫu xe tăng mới bắt đầu từ năm 1951. Phòng thiết kế KB-60M đã được thành lập tại Cục xây dựng Kharkov trực thuộc Nhà máy xây dựng Kharkov số 75 Malyshev, trong số đó có nhiều kỹ sư quốc phòng điều từ vùng Nizhnyl Tagil. A. A. Morozov được chỉ định làm trưởng phòng. Trong suốt 1953-1955, các quan chức cấp cao đã hai lần kiểm tra dự án phát triển xe tăng và trong cả hai lần dự án đều nhận được những sự hưởng ứng tích cực từ chính phủ thông qua Quyết định số 880-524 tháng 7 năm 1955 của Hội đồng Bộ trưởng của Liên Xô và những nhận xét của Bộ trưởng Bộ Giao thông vận tải và xây dựng vào ngày 13 tháng 5 năm 1955.

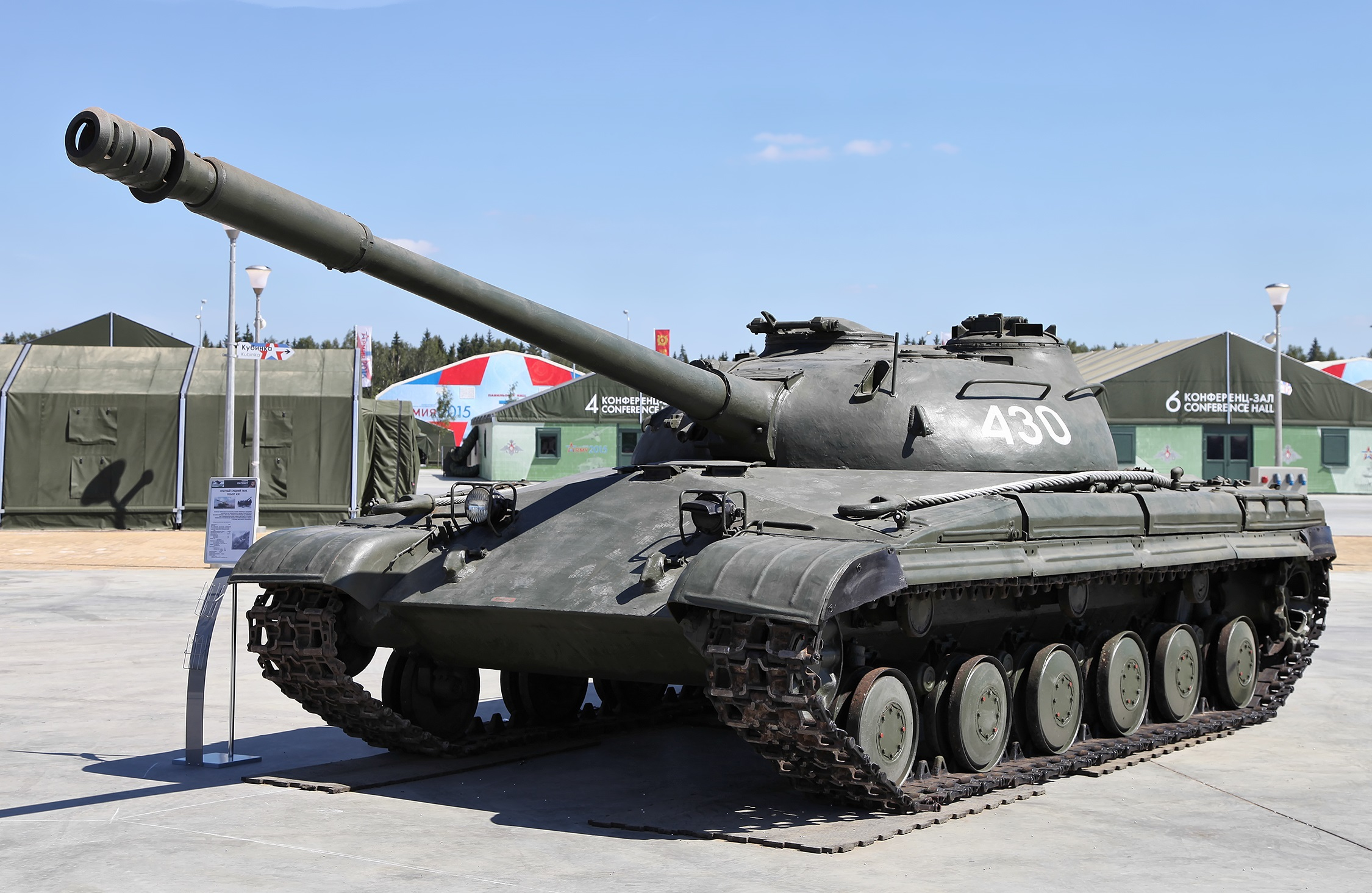
Obyekt 430.

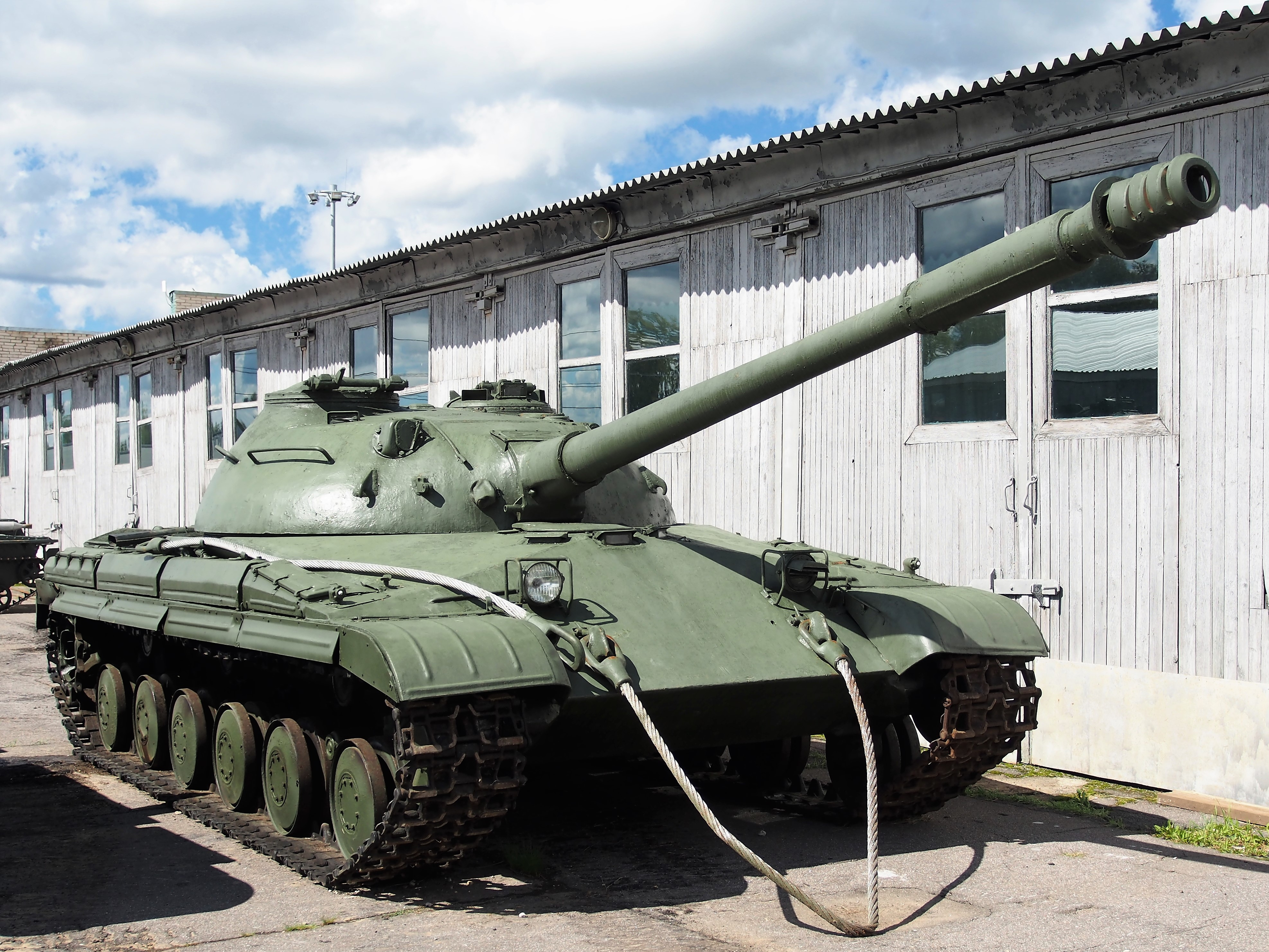
Obyekt 430.

Năm 1956, sau một thời gian nâng cấp sửa đổi một số chi tiết, thông số kỹ thuật để phù hợp với các yêu cầu do chính phủ đề ra vào ngày 8 tháng 6 năm 1955, Phòng thiết kế KB-60M đã bắt tay vào chế tạo thử nghiệm phiên bản xe tăng thử nghiệm đầu tiên và gọi là Obyekt 430.
Obyekt 430 được đánh giá vượt trội hơn dòng T-54/55 về các mặt giáp bảo vệ, hỏa lực, khả năng cơ động nhưng vẫn tương tự về trọng lượng và kích thước. Những tính năng mới của Obyekt 430 được xem như là một cuộc cách mạng trong việc thiết kế và chế tạo xe tăng của Liên Xô. Những tính năng mới của xe bao gồm:
- Lần đầu tiên động cơ 5TD xi lanh đối xứng (opposed cylinder) chạy bằng dầu diesel xuất hiện trong xe tăng và nó được đánh giá là cực kỳ gọn nhẹ. Động cơ được thiết kế tại Cục Thiết kế động cơ diesel Charomskiy. Thiết kế mới với hệ thống truyền động gồm 2 bánh răng 2 bên động cơ khiến cho thể tích của nó giảm đi chỉ còn một nửa so với động cơ của T-54/55.
- Đơn giản hóa hệ thống truyền động bằng cách lắp đặt các bánh chịu lực mới có đường kính nhỏ rất nhẹ bằng thép với bộ giảm sóc đặt bên trong các vác đĩa làm bằng hợp kim nhôm.
- Nhờ lắp giáp tấm mà khả năng bảo vệ của xe ở các vị trí thân xe và tháp pháo được tăng cường.
- Thiết bị nhìn đêm được giới thiệu.
- Xe được trang bị một bộ lội sâu.
- Xe sử dụng pháo nòng xoắn D-54T 100mm, tương tự như pháo D-10T trên T-54/T-55.
Ba phiên bản thử nghiệm đầu tiên của Obyekt 430 đã được sản xuất tại Nhà máy Malyshev (theo quyết định số 20 của Hội đồng Bộ trưởng Liên Xô ngày 25 tháng 2 năm 1957 Nhà máy số 75 đã được đổi tên thành Nhà máy Malyshev) vào năm 1957 và được trình làng ở Kubinka vào năm 1958. Năm 1959, phiên bản đầu tiên của Obiekt 430 được đưa vào thử nghiệm, các quan chức chính phủ vô cùng ấn tượng với thiết kế của xe, đặc biệt là ở thiết kế hệ thống truyền động 5 số của xe tăng.
Mặc dù thiết kế của xe tăng là hoàn toàn mới và các thông số kỹ thuật đã đáp ứng đầy đủ các yêu cầu của chính phủ, nhưng việc tiếp nhận vào trang bị Quân đội Liên Xô của dòng xe tăng này không thể thực hiện được. Điều này có nhiều nguyên như sự lo lắng của Quân đội Liên Xô về pháo D-54T 100mm của xe bởi loại pháo này tỏ ra không mạnh bằng pháo D-10T của T54/55 hay những loại pháo mới của NATO như loại L7 105mm của Anh, xuất hiện sự hoạt động không tin cậy của động cơ 5TD trong việc vận hành và không ít những nhược điểm thiết kế trong việc đơn giản hóa hệ thống truyền động cũng đã phát sinh sau một thời gian sử dụng. Chính bản thân Aleksandr A. Morozov cũng nhận thấy rằng sẽ không thiết thực nếu đưa Obyekt 430 vào sản xuất hàng loạt
Đến năm 1960, dự án phát triển Obyekt 430 bị ngừng lại. Phòng thiết kế KB-60M quyết định tiếp tục nghiên cứu, kết quả là cho ra đời Obyekt 430U với pháo 120 mm và giáp 160 mm, mục đích xây dựng một xe tăng kiểu mới đủ sức mạnh đảm đượng trọng trách của xe tăng hạng nặng T-10 trước đây. Và tiếp đó là Obyekt 432.

### Obyekt 432
Sau thất bại của Obyekt 430, Phòng thiết kế KB-60M đã quyết định tiếp tục tiến hành dự án phát triển xe tăng mới. A.A.Morozov đã hoàn thành và giới thiệu dự tháo thiết kế của xe tăng Obyekt 432 vào năm 1960. Ban chấp hành Trung ương Đảng Cộng sản Liên Xô và Hội đồng Bộ trưởng Liên Xô đã xem xét, phê duyệt dự thảo thiết kế này thông qua Quyết định số 141-58 được ban hành ngày 17 tháng 2 năm 1961. Công việc lắp ráp, chế tạo được tiến hành tại Nhà máy Malyshev.

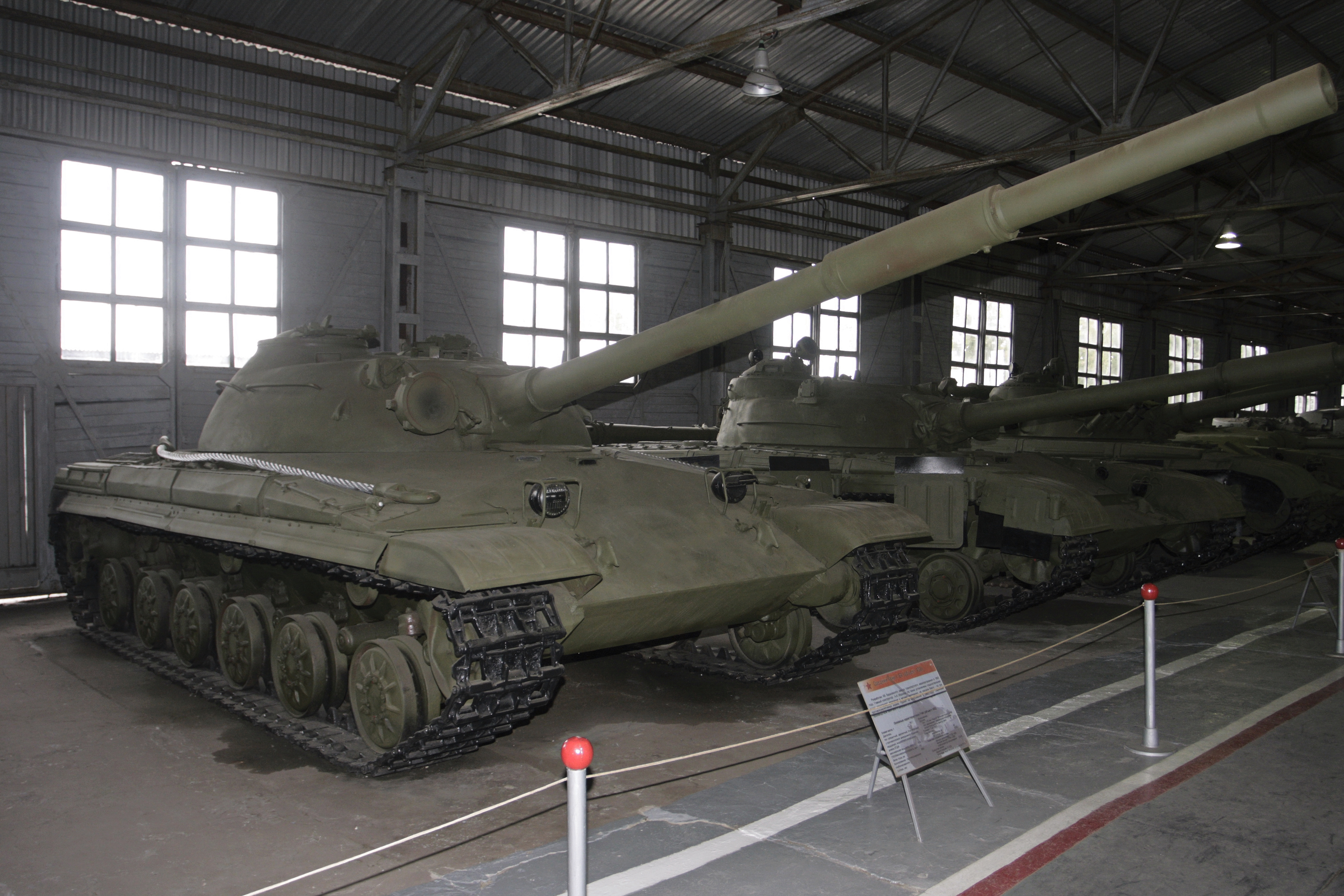
Obyekt 432.

Năm 1961, Phòng thiết kế KB-60M bắt đầu đặt tiến hành lắp ráp phiên bản thử nghiệm đầu tiên. Đầu năm 1962, khung gầm của Obyekt 432 đã được hoàn thành. Chiếc xe tăng thử nghiệm đầu tiên được giới thiệu vào tháng 9 năm 1962, chiếc thứ hai được ra mắt ngày 10 tháng 10 năm 1962. Vào ngày 22 tháng 10 năm 1962, một trong số đó đã được đưa đến Kubinka để giới thiệu các lãnh đạo cao cấp của Liên Xô.
Từ năm 1962 đến năm 1963, Phòng thiết kế KB-60M đã tiếp tục lắp ráp thêm 6 phiên bản thử nghiệm của Obyekt 432. Năm 1964, KB-60M đã cho xây dựng một dây chuyền sản xuất nhỏ và đã xuất xưởng 90 xe tăng Obyekt 432. Năm 1965, dây chuyền này tiếp tục hoàn thành thêm 160 chiếc nữa. Từ tháng 3 năm 1963 đến tháng 5 năm 1964, xe được đưa đi thử nghiệm cấp nhà nước.
Ngày 30/12/1966, theo Quyết định của Ban chấp hành Trung ương Đảng Cộng sản Liên Xô và Hội đồng bộ trưởng Liên Xô, Obyekt 432 chính thức có mặt trong trang bị của Quân đội Liên Xô với tên gọi T-64.
Tính năng kỹ thuật của Obyekt 432:
- Khả năng cơ động của xe được nâng lên nhờ được lắp đặt động cơ diesel 5TDF 700 mã lực thay cho loại 580 mã lực của Obyekt 430.
- Để tăng cường hỏa lực của xe, xe được trang bị một pháo nòng trơn U-5TC D-68 (2A21) 115mm với liều phóng rời. Và lần đầu tiên, hệ thống nạp đạn tự động điện thủy lực được áp dụng cho xe tăng. Đây là một quyết định táo bạo vì cho đến thời điểm đó, hệ thống này bị coi là chưa hoàn thiện. Nhưng nhờ đó mà kíp lái giảm từ 4 xuống 3 người, nhờ vậy xe tăng có chiều cao thấp hơn, khối lượng giảm từ 36 tấn xuống 30,5 tấn, chiều cao giảm 76mm. Tốc độ nạp 6,5-15 giây/viên, tùy vị trí ổ quay nhưng độ tin cậy thấp, dễ có trục trặc nếu bảo dưỡng kém.
- Khả năng bảo vệ của xe được tăng cường hơn so với Obyekt 430. Ban đầu 432 dùng giáp thép đúc. Nhưng rồi, pháo 105 mm L7 của Anh ra đời và nhanh chóng được trang bị cho các xe tăng phương Tây như Centurion của Anh và M60 Patton của Mỹ, nhóm thiết kế quyết định trang bị cho 432 giáp ba lớp kết hợp thép-composite-thép (mà phương Tây gọi là mẫu K). Nó gồm 1 lớp plastic được cố kết bằng sợi thủy tinh kẹp giữa 2 lớp thép có siêu bền. Điều này khiến cho trọng lượng toàn bộ xe tăng lên 34 tấn (thay vì 30,5 tấn).
- Xe cũng có được trang bị hệ thống chống phóng xạ, hệ thống bảo vệ NBC (bảo vệ trước vũ khí hạt nhân, sinh học, hoá học)

### T-64A

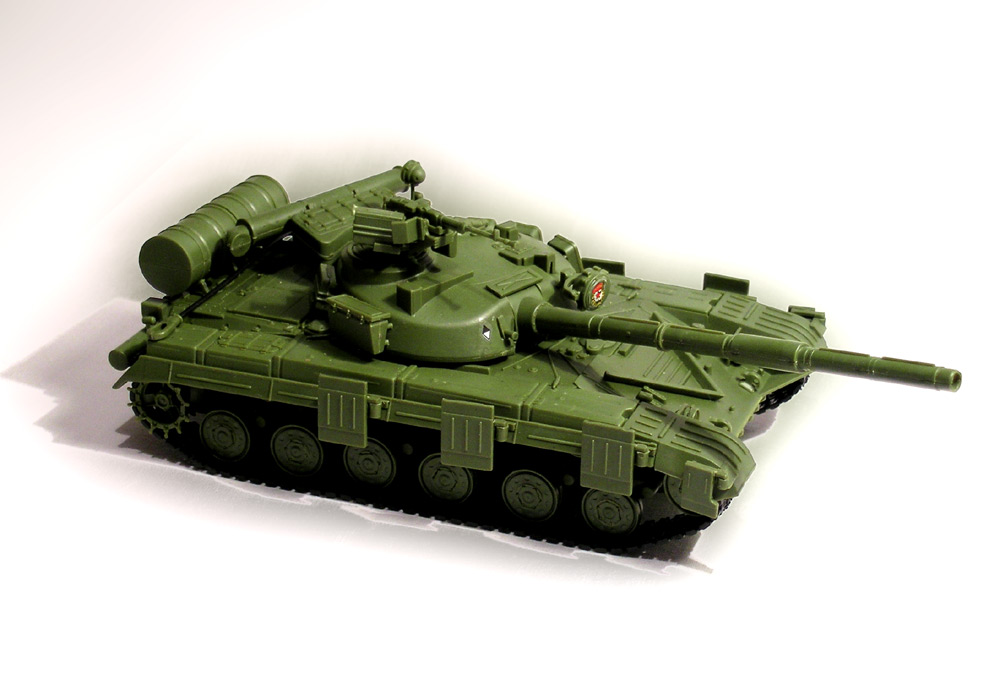
Mẫu mô hình của T-64A.

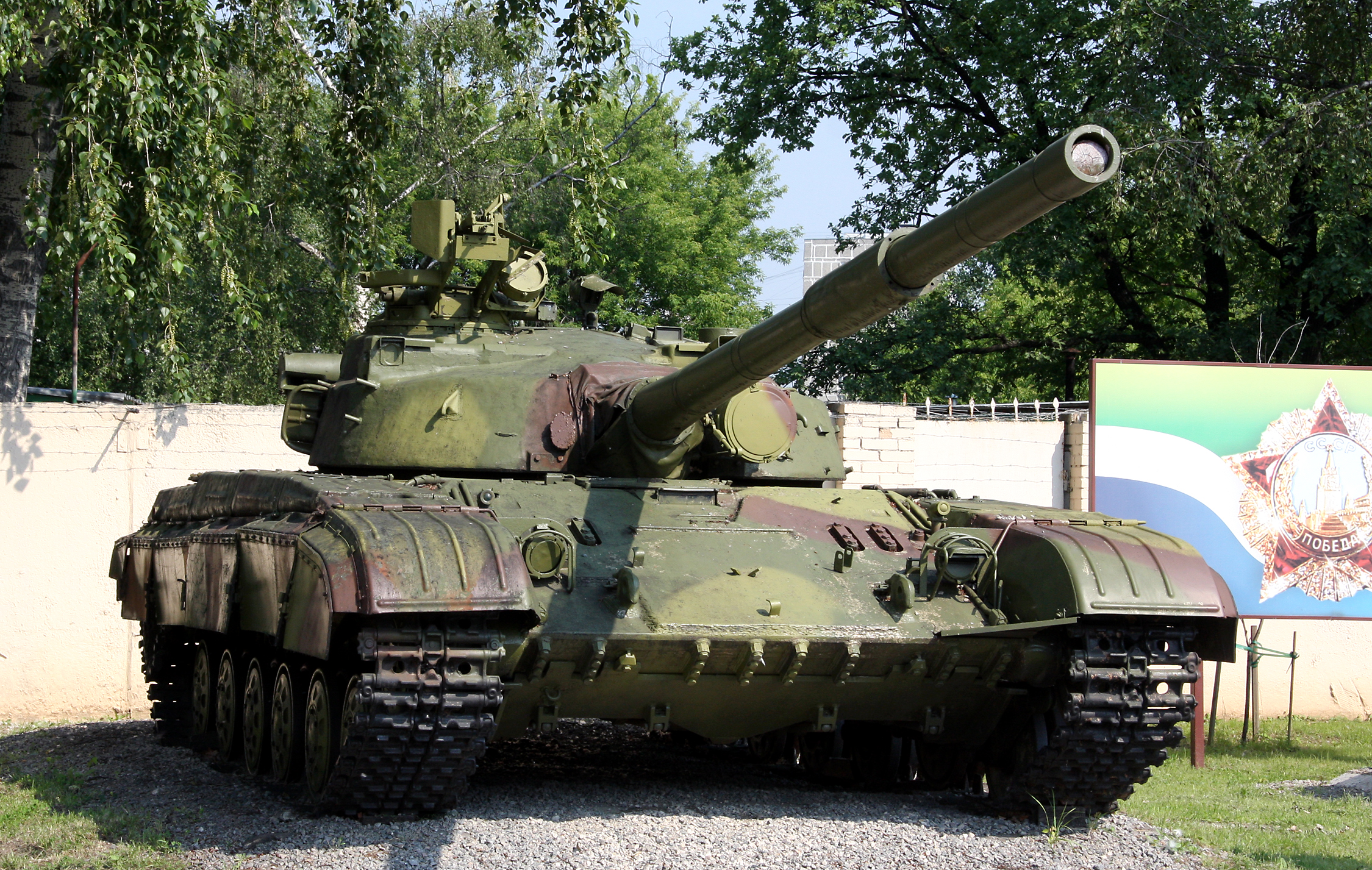
T-64A ở bảo tàng

Ngay khi T-64 đang được chế tạo, một mẫu "Obyekt 434" lại được âm thầm thiết kế với mục đích tạo ra một loại xe tăng có hỏa lực nổi trội hơn các đồng nghiệp T khác. Vì vậy mẫu tăng mới này được lắp đặt khẩu pháo 125 mm D-81T sản xuất tại Perm, một mẫu cải tiến của khẩu 115 mm cũ trên T-62. Tuy nhiên việc mang những viên đạn 125 mm to hơn đồng nghĩa với việc T-64 sẽ mang ít đạn hơn: 25 viên. Mà những thông số chặt chẽ về kích thước của T-64 khiến các nhà thiết kế khó có thể mở rộng khoang chứa đạn được. Cuối cùng họ tìm ra giải pháp: dùng một thiết bị nạp đạn tự động thay cho hệ thống nạp đạn cũ bằng tay, nhờ đó giảm số binh sĩ trong xe tăng từ 4 còn 3 người; đồng thời đây còn là mẫu tăng đầu tiên áp dụng hệ thống nạp tự động (Perrett 1987:42). Từ đó lại dẫn tới những cải tiến về thiết bị nạp đạn: kiểu 6ETs10 với 28 viên đạn và tốc độ nạp 8 viên 1 phút. Ngoài ra còn có hệ thống giữ ổn định 2E23 và thiết bị ngắm TPD-2-1 (1G15-1). Về việc chiến đấu ban đêm, T-64 mới được lắp đặt kính tiềm vọng TPN-1-43A với thiết bị hồng ngoại L2G, được đặt bên trái pháo chính. Về vỏ giáp thì hợp kim duras trong giáp được thay thế bởi các sợi thủy tinh và có lắp thêm các tấm đàn hồi tạo thành giáp diềm chắn bảo vệ phía trước, hai bên hông xe và phía trước bánh xích cũng bằng hợp kim duras. Một số ngăn chứa đồ ngoài xe cũng được lắp đặt thêm, cụ thể là một ngăn ở bên phải và 3 hộp ở bên trái tháp pháo. Thiết bị xả khói mù nằm ở phía sau tháp. Hệ thống bảo vệ NBC cũng được lắp đặt và các lỗ thông gió được mở rộng ra.
Những mẫu thử nghiệm của 434 ra đời năm 1966 và 1967 khi mà T-64 nguyên mẫu đã được sản xuất chừng vài trăm chiếc. Cuối cùng thì nó cũng hoạt động dưới cái tên T-64A. Còn thiết kế trưởng Morozov được nhận Giải thưởng Lenin.
Đã mang tiếng là xe tăng "tinh nhuệ" nên T-64 phải luôn được nâng cấp. Chỉ sau 3 năm phục vụ, T-64A đã có mẫu cải tiến:
- Hệ thống điều khiển bắn mới với thiết bị ngắm TPD-2-49 và TPN-1-49-23 cộng với thiết bị ổn định 2E26.
- Radio R-123M.
- Thiết bị nhìn đêm TBN-4A cho lái xe và TNP-165A cho xa trưởng. Chỗ ngồi của xa trưởng có thêm 1 tháp pháo ổn định trang bị đại liên phòng không NSVT 12,7 mm x 108 (300 viên) điều khiển điện tử, ngắm bắn bởi thiết bị PZU-5. Vì vậy xa trưởng có thể ngắm bắn ngay trong xe tăng, không cần phải trèo ra ngoài tháp pháo không được che chắn, bảo vệ. Ngoài ra còn có hệ thống chống mìn KMT-6.

Cùng năm mẫu T-64AK dành cho chỉ huy cũng xuất hiện, trang bị một radio R-130M có ăngten loại xếp (telescoped – giống loại ăngten cắm trên TV, có thể thay đổi độ dài) dài tới 10m. Ăngten chỉ hoạt động trong trạng thái cố định vì được giữ bởi các dây chằng. Ngoài ra còn có thiết bị ngắm PAB-2AM và thiết bị định hướng TNA-3. Một máy phát điện dùng nhiên liệu xăng sẽ cung cấp năng lượng cho tất cả chúng.
Đến năm 1976, hệ thống vũ khí T-64A lại được cải tiến với khẩu pháo mới D-81TM (2A46-1), được giữ ổn định bằng 2E28M2 và tiếp đạn bởi 6ETs10M. Thiết bị nhìn đêm cũ được thay bằng TNPA-65. Động cơ mới có thể dùng nhiều loại nhiên liệu khác nhau, trong đó có dầu diesel, xăng hay kerosene. Đến năm 1980, Liên Xô ngừng sản xuất các xe tăng mẫu này.
Tuy nhiên sau năm 1981 các mẫu tăng T-64A vẫn tiếp tục được nâng cấp và hiện đại hóa: thay các giáp yếm bằng các tấm giáp váy cao su nhằm tăng khả năng sống sót cho xe tăng; trang bị thêm 6 ống phóng lựu 81 ly 902A trên tháp pháo, hai bên pháo chính. Một số T-64A sau năm 1985 còn được trang bị thêm giáp phản ứng nổ (giống T-64BV), thiết bị đo khoảng cách TPD-K1 thay cho TPD-2-49 (1981). Nói chung là hầu hết các mẫu T-64A đều được nâng cấp thành T-64R trong khoảng 1977-81; chủ yếu là cải tiến về các khoang chứa đồ ngoài xe và hệ thống ống phun khói mù.

### T-64B

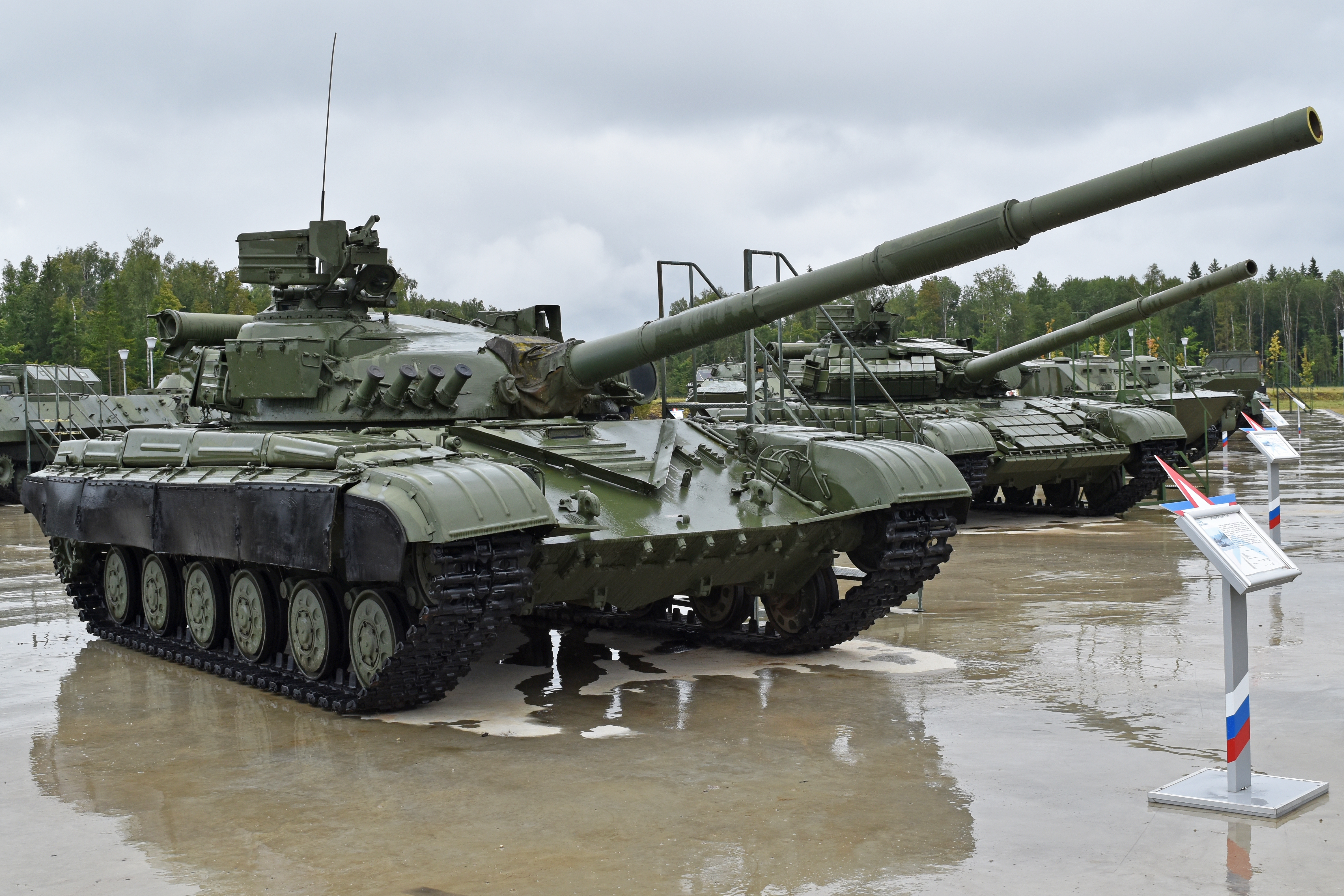
T-64B1

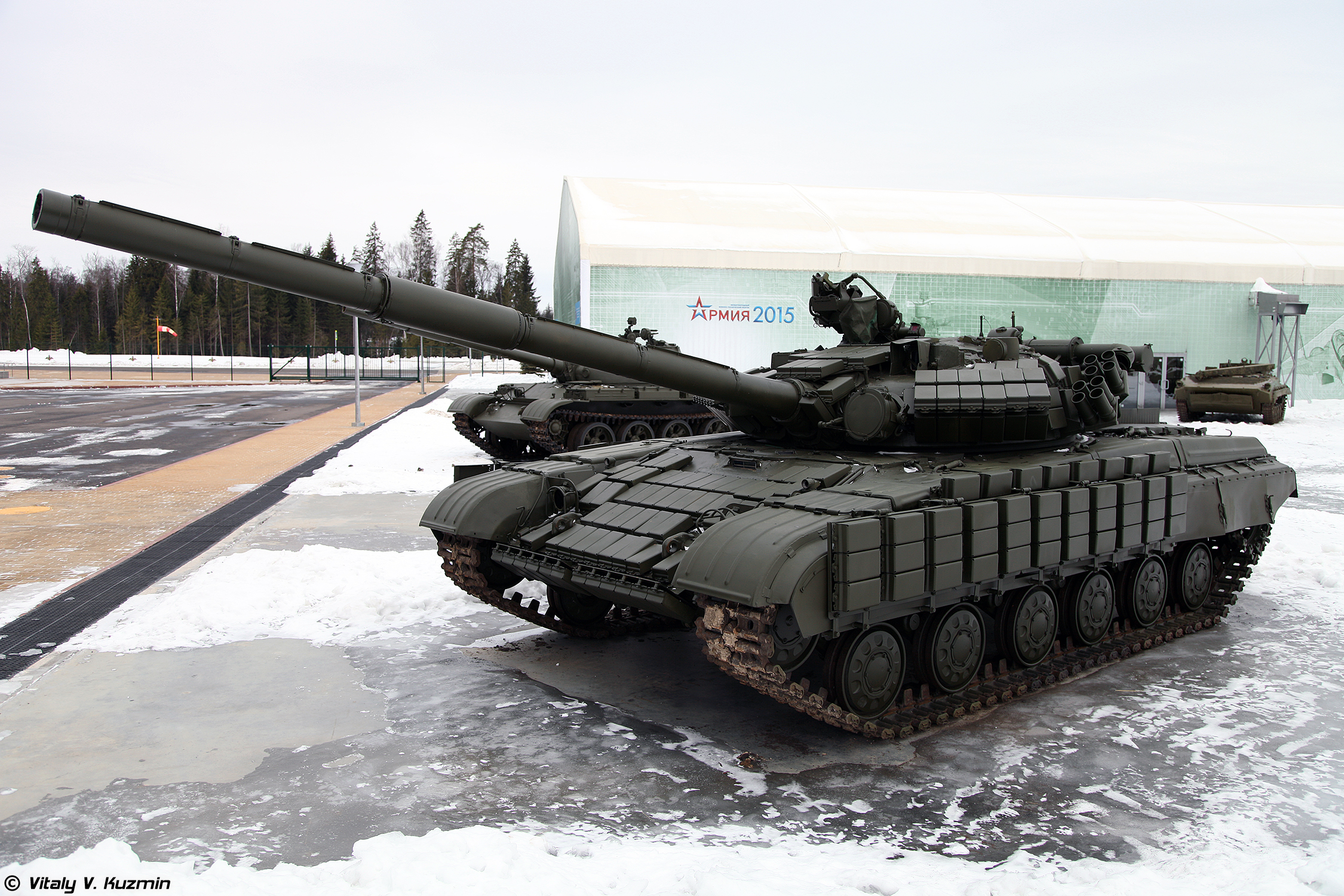
T-64BV được phủ giáp phản ứng nổ Kontakt-1

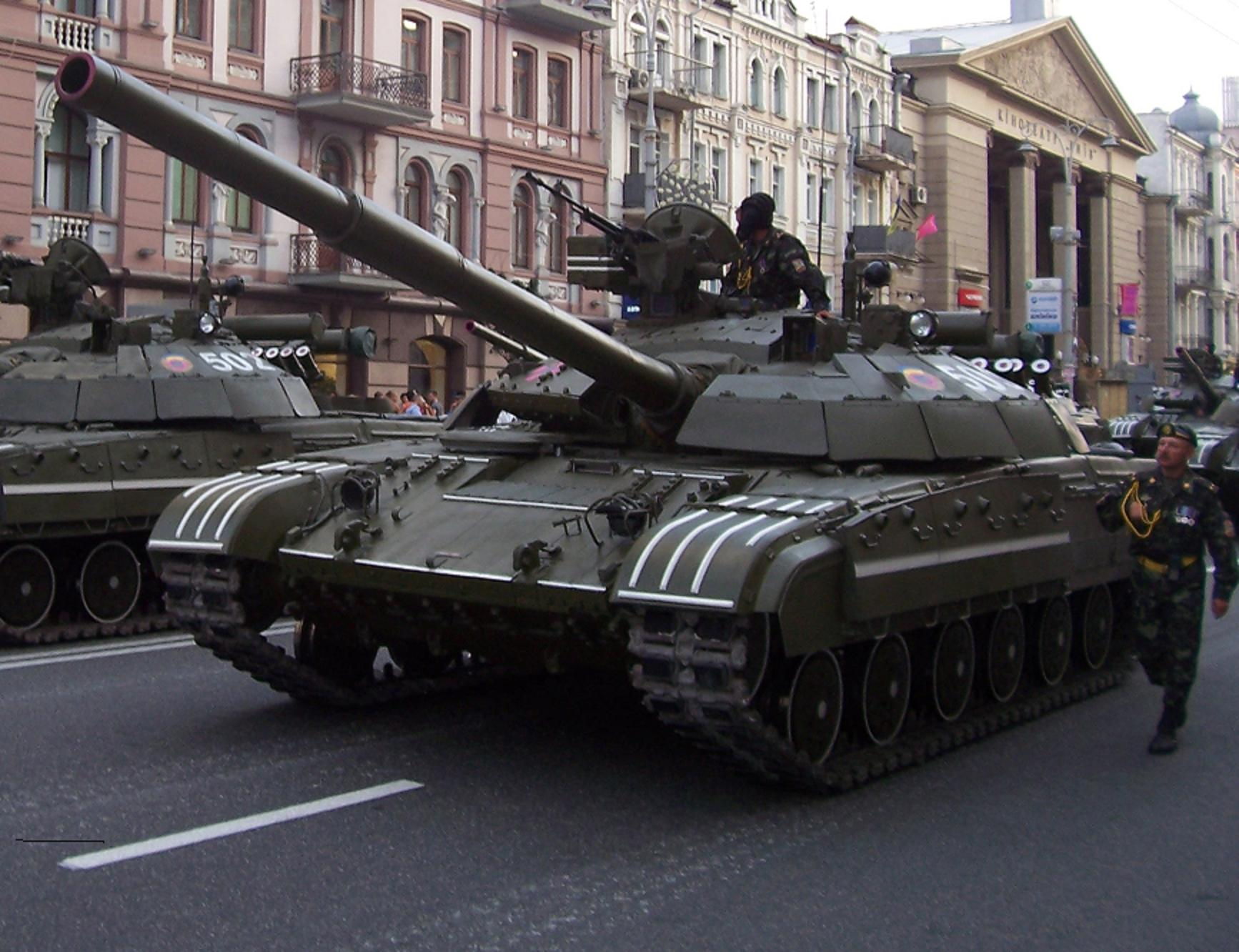
T-64BM trong một cuộc diễu hành

Tuy nhiên mẫu T-64 hiện tại vẫn có trục trặc: cơ cấu của động cơ 5TDF tại nơi sản xuất nó khiến cho nó không được cung ứng đầy đủ cho các nhà máy sản xuất xe tăng chính của Liên Xô: Malyshev tại Kharkov, Kirov tại Leningrad và Uralvagonzavod tại Nizhny Tagil.
Ngay từ năm 1961, bên cạnh Obyekt 432, một mẫu tăng khác mang động cơ 12 V-xilanh V-45 mang tên Obyekt 436 cũng được nhóm của Morozov nghiên cứu. Ba mẫu thử nghiệm đã được kiểm tra ở nhà máy Chelyabinsk vào năm 1966. Sau đó mệnh lệnh được ban ra là phải phát triển một mẫu tăng mới từ Obyekt 434 và sử dụng động cơ V-45, lấy tên là Obyekt 439. Bốn chiếc 439 đã được sản xuất vào năm 1969, được đánh giá là có độ cơ động ngang với mẫu T-64 đang được sản xuất hàng loạt. Mặc dù 439 không được đưa vào chế tạo đại trà nhưng nó là cái sườn cho việc phát triển T-72.
Vào đầu thập niên 1970, nhóm thiết kế T-64 lại tiếp tục suy nghĩ phương cách cải tiến các mẫu tăng của mình xa hơn nữa. Mẫu T-64A-2M với động cơ mạnh hơn và tháp pháo được cải tiến, trở thành tiền đề cho hai mẫu tăng dưới đây:
- Obyekt 476 trang bị động cơ 6TD 1000 mã lực (735 kW) là tiền đề cho xe tăng T-80.
- Obyekt 447 với hệ thống điều khiển bắn mới, thiết bị đo xa dùng laser và có thêm khả năng bắn tên lửa ATGM qua nòng pháo.

Sau đó, mệnh lệnh ban xuống yêu cầu bắt đầu việc sản xuất đại trà Obyekt 447 dưới cái tên T-64B. Đồng thời, Obyekt 437 (mẫu mà 447 lấy làm nguyên mẫu với 95% chi tiết giống như 447 nhưng không có hệ thống điều khiển tên lửa chống tăng để tiết kiệm chi phí) cũng được sản xuất với số lượng gấp đôi dưới cái tên T-64B1. Vào ngày 9 tháng 3 năm 1976, T-64B và T-64B1 sau khi được đánh giá tốt về chất lượng đã chính thức phục vụ trong quân đội Liên Xô, với trang bị mới là khẩu pháo D-81Tm (2A46-2) cùng thiết bị ổn định 2E26M, thiết bị nạp 6ETs40 và hệ thống điều khiển bắn 1A33, bao gồm:
- Thiết bị tính đường đạn 1V517.
- Thiết bị ngắm 1G21 với một máy đo khoảng cách dùng laser.
- Một cảm biến cross-wind 1B11.

T-64B có khả năng lội nước sâu tới 1,8 mét mà không cần các thiết bị hỗ trợ. Nó cũng có thể bắn tên lửa ATGM 9M112 Kobra (NATO gọi là AT-8 Songster) qua nòng pháo để tiêu diệt mục tiêu từ cự ly xa 4.000 (trong khi cự ly hiệu quả của đạn pháo tăng thông thường chỉ khoảng 3.000 mét), cho phép T-64 tiêu diệt xe tăng địch trước khi chúng có thể bắn trả. 9M112 Kobra cũng có thể tiêu diệt được trực thăng địch (nếu nó đang bay chậm và ở độ cao thấp).
Giá mỗi quả tên lửa 9K112 Kobra vào năm 1976 là khoảng 5.000 rúp, khá đắt so với đạn pháo thông thường (một động cơ diesel cho xe tăng thời đó có giá 9.000 rúp, một chiếc T-64A có giá 143.000 rúp), do vậy nó chỉ được ưu tiên trang bị cho những loại xe cao cấp như T-64B và T-80 (mỗi xe cũng thường chỉ trang bị 4 tên lửa)
Dự trữ đạn dược của xe tăng là 28 viên đạn và 4-8 tên lửa. Hệ thống điều khiển tên lửa đặt phía trước xe tăng đã có nhiều thay đổi. Còn T-64B1 không có tên lửa mà chứa 37 viên đạn 125 mm cùng với băng đạn 2.000 viên dành cho đại liên đồng trục 7,62 ly, trong khi đó T-64B mang băng đạn 1250 viên.
Năm 1981 T-64B được nâng cấp với khẩu pháo 2A46M1, thiết bị ổn định 2E42 và 2 cụm ống phóng lựu đạn khói 902A "Tucha-1" đặt hai bên tháp pháo. Hai phiên bản chỉ huy của T-64B cũng ra lò: T-64BK và T-64B1K, trông rất giống T-64AK.
Vào tháng 10 năm 1979 động cơ 6TD được đưa vào sản xuất hàng loạt và được trang bị cho các xe tăng T-64B, B1, A, AK, thế là ra đời các mẫu tăng mới: T-64AM, T-64AKM, T-64BM và T-64BAM.
Năm 1987, Liên Xô ngừng sản xuất tất cả các mẫu tăng T-64. Tổng số lượng T-64 lúc này là gần 10.700 chiếc.

### T-64 hiện đại hóa ởUkraina

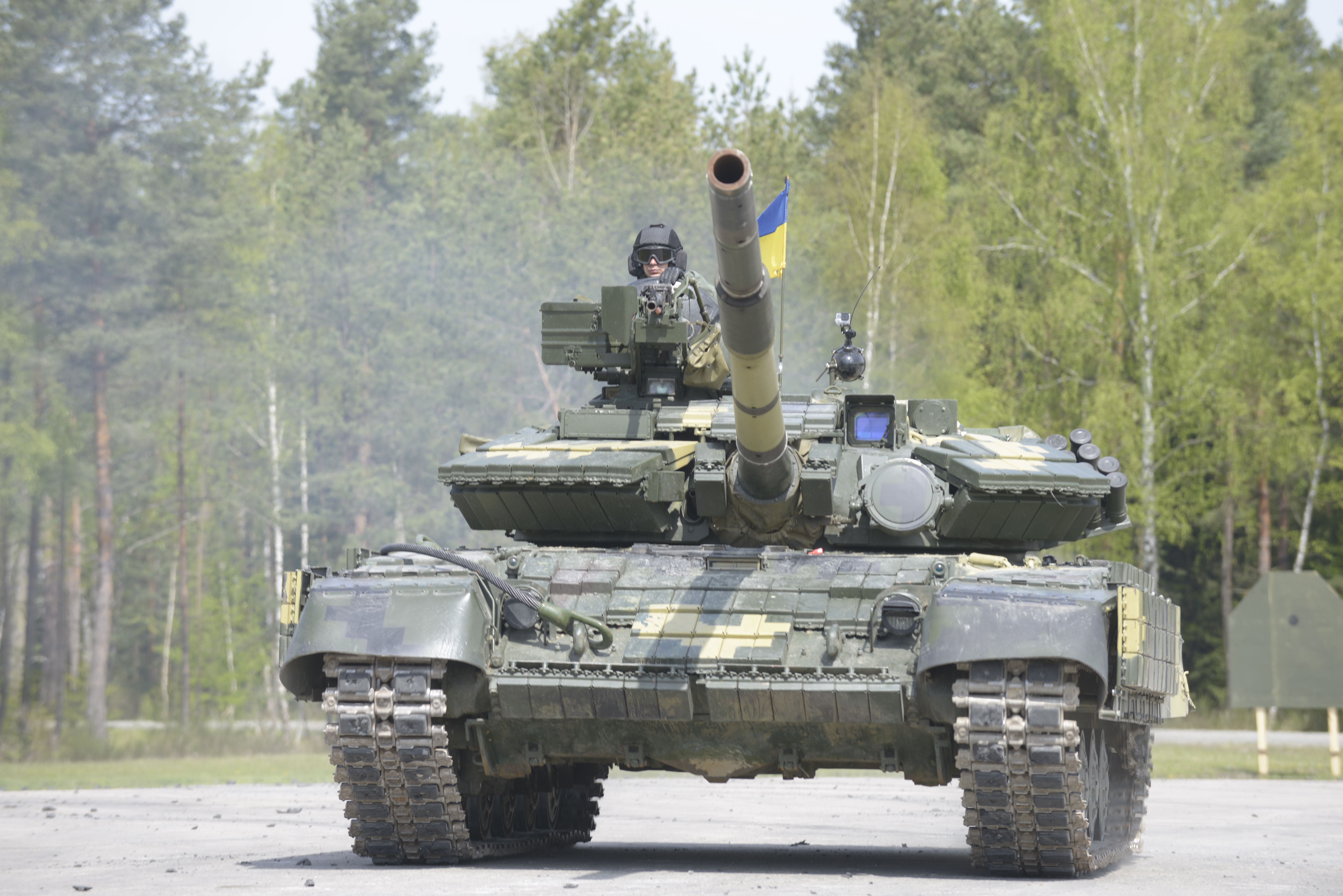
T-64BM Bulat trong một cuộc diễn tập

Sau khi Liên Xô tan rã, Ukraina vẫn tiếp tục công việc nâng cấp và hiện đại hóa các mẫu T-64 của mình, một phần là vì nơi sản xuất chủ yếu của T-64, Nhà máy Malyshev nằm trên đất Ukraina.
Ukraina có hai chương trình nâng cấp T-64 và đều kết thúc vào năm 1999:
- T-64BM2, với động cơ 57DFM 850 mã lực (625 kW), hệ thống điều khiển bắn mới 1A43U, thiết bị nạp đạn 6ETs43 cộng thêm khả năng bắn tên lửa ATGM 9M119 Svir (NATO gọi là AT-11 Sniper).
- T-64U còn gọi là T-64BM "Bulat", với hệ thống điều khiển bắn 1A45 (lấy từ T-80U và T-84), thiết bị ngắm PNK-4SU và TKN-4S dành cho xa trưởng và PZU-7 dành cho đại liên phòng không. Xa trưởng cũng có thể trực tiếp lái tăng và trực tiếp bắn nếu cần.

Cả hai mẫu đều dùng giáp phản ứng nổ Kontakt-5 có thể chống được đạn động năng (đạn sabot) trong khi các mẫu T-64 trước chỉ có thể chống được đạn HEAT. Cả hai mẫu đều có thể trang bị động cơ 6TDF 1000 mã lực (735 kW).
Một mẫu nâng cấp khác là T-64E, nâng cấp từ T-64BV. Sử dụng động cơ diesel mới 5TDFE có công suất 850 mã lực và độ tin cậy được cải thiện. Ukraina tuyên bố giáp trước tháp pháo của T-64E mạnh tương đương 750mm thép cán. Trang bị giáp phản ứng nổ NOZH có khả năng bảo vệ trước đầu đạn nổ chống tăng liều đúp. Có thiết bị phòng thủ chủ động Varta (phiên bản cải tiến của Shtora-1), hệ thống ngắm bắn và điều khiển hỏa lực được cải tiến. Năm 2011 giá một chiếc T-64E là 1,12 triệu USD.

## Lịch sử trang bị
Những thông tin về T-64 được Liên Xô giữ kín trong một thời gian dài, phương Tây thường nhầm lẫn T-64 với T-72. T-64 không bao giờ được xuất khẩu và chỉ được triển khai hạn chế trong các chiến dịch chống phiến quân Chechnya ly khai.
Năm 1967, chiếc T-64 đầu tiên được đưa vào trang bị của Sư đoàn xe tăng số 41 trực thuộc Quân khu Kiev.
Những chiếc T-64 thuộc Sư đoàn súng trường cơ giới số 59 ở Moldova được triển khai chiến đấu vào năm 1992, đây là lần triển khai chiến đấu đầu tiên của T-64.
T-64 hầu như chỉ được trang bị cho các đơn vị Xô Viết tinh nhuệ và đóng ở các khu vực hiểm yếu của Liên Xô và khối Warszawa, ví dụ như Đông Đức và Hungary.

## Tính năng và đặc điểm
Với những tính năng kỹ thuật vượt trội, T-64 nhanh chóng trở thành mẫu tăng tân tiến nhất thế giới trong suốt nửa cuối thập niên 60 và nửa đầu thập niên 70. Nó là một cơn ác mộng của lực lượng xe tăng NATO trong thời gian dài. Ngay trong thời điểm hiện nay, các bản T-64 cải tiến vẫn chưa có dấu hiệu "xuống sức", thậm chí có người còn cho rằng T-64 cải tiến đấu ngang ngửa với T-80 và T-84. Thật sự T-64 đã hoàn thành xuất sắc nhiệm vụ của mình: kế tục các mẫu xe tăng hạng nặng nổi tiếng như IS-3 và T-10.

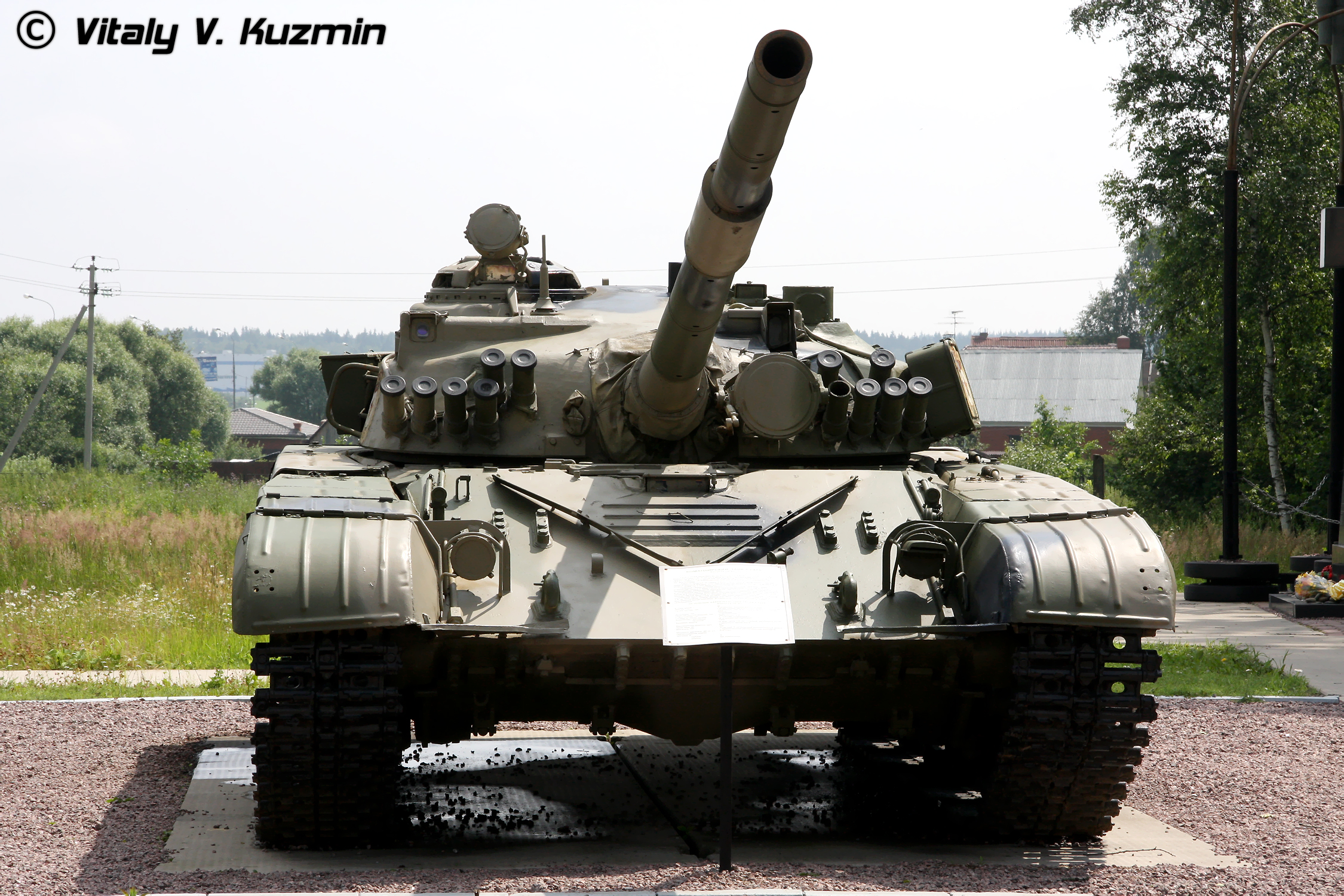
T-64AK

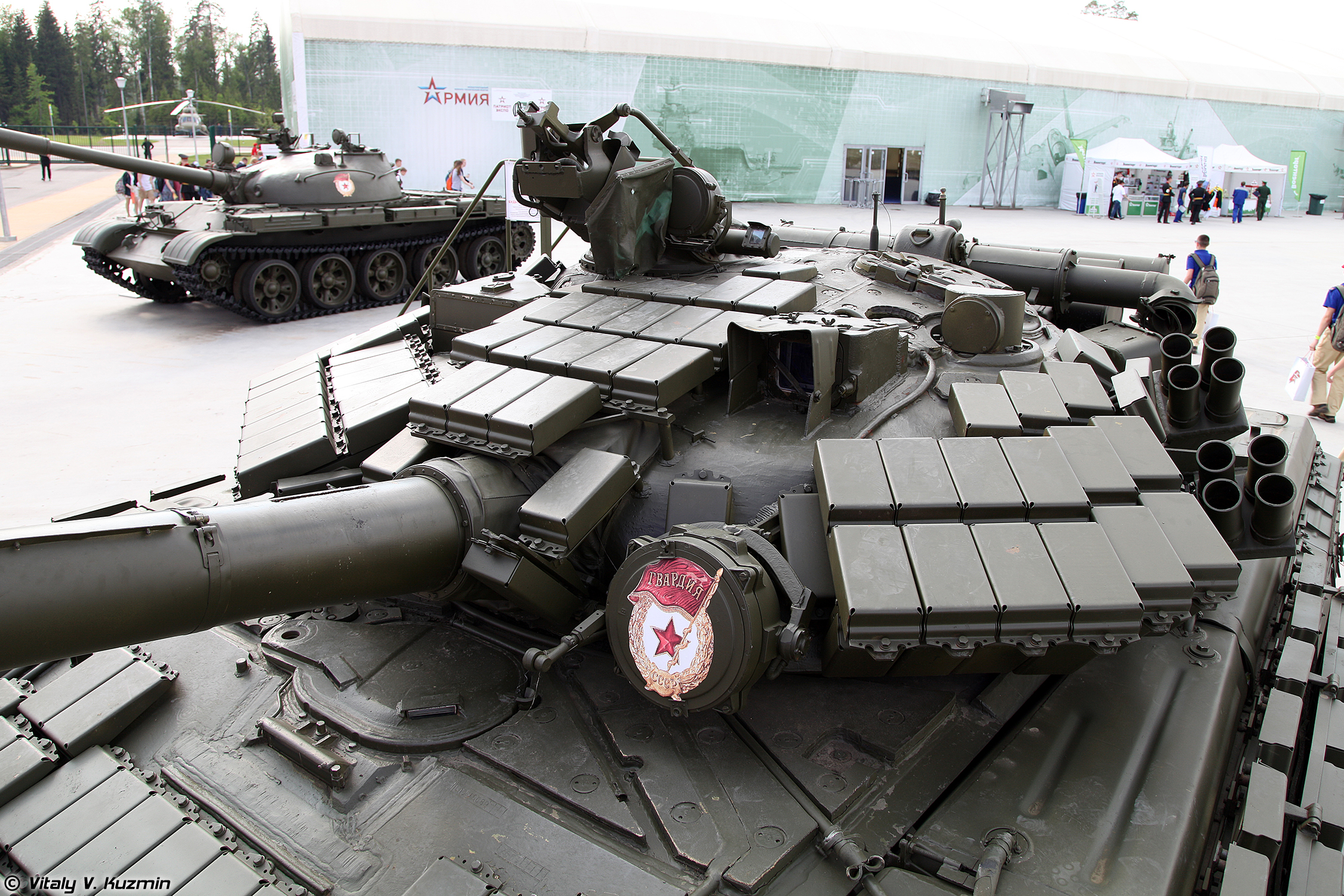
Tháp pháo T-64BV Model 1987

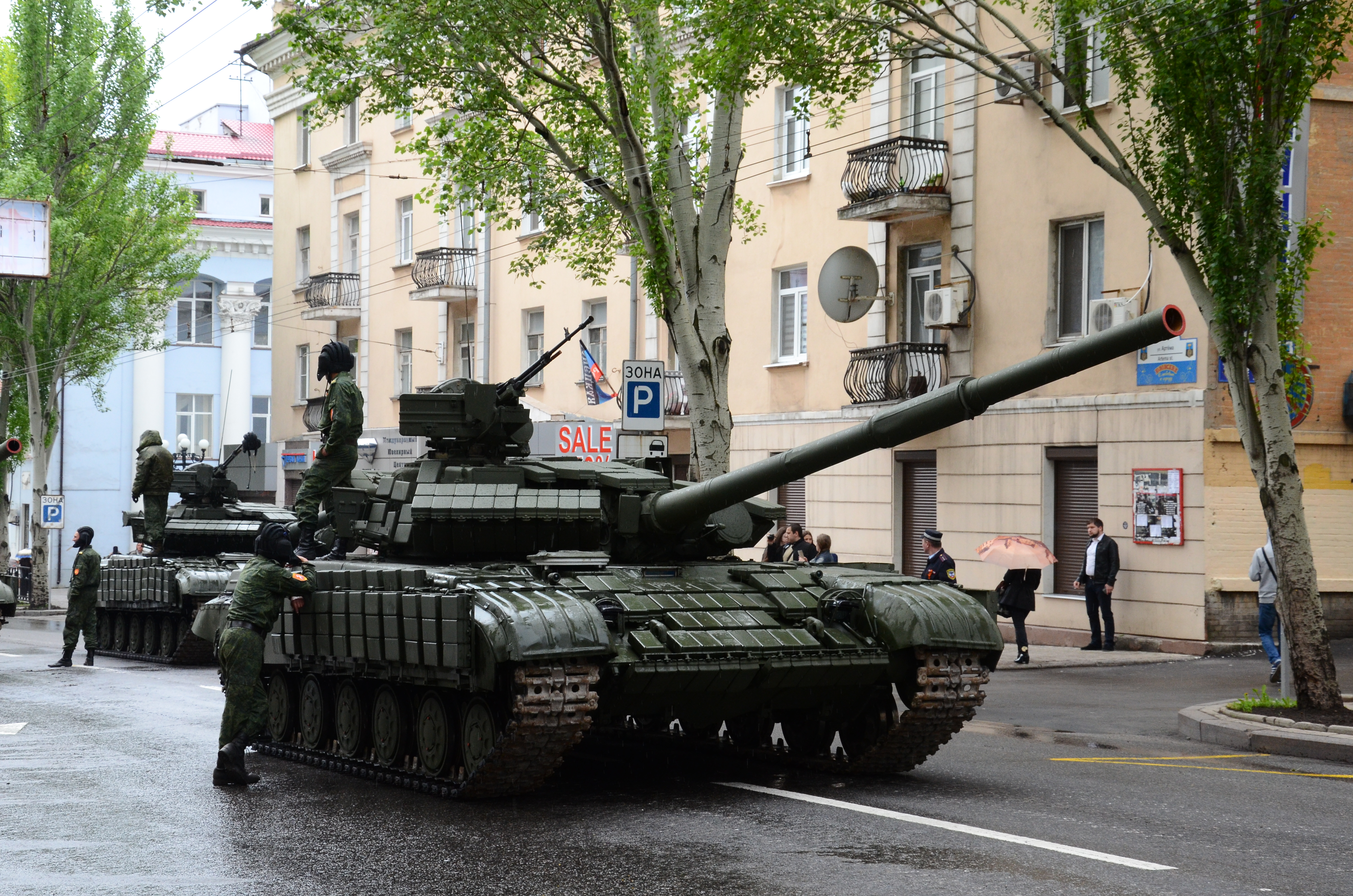
T-64BV ở Donetsk năm 2016

Có một điều thú vị là T-64 hay bị nhầm với T-72, một phiên bản nâng cấp của T-62 nhưng có sử dụng nhiều chi tiết của T-64. Thật sự, T-72 rất giống với T-64 cũng như bản nâng cấp của nó là T-80. Mặc dù vậy có một số đặc điểm khác biệt dễ nhận dạng 2 xe tăng này:
- T-64 có 6 bánh xích nhỏ và bề mặt lồi ra ngoài giống như đáy một con dấu, trong khi bánh xe T-72 vành lồi ra ngoài, phần còn lại lõm vào trong. T-64 có bốn con lăn hồi chuyển, bánh răng phát động với 12 răng và một double-pin track.[10]
- Thiết bị nhìn hồng ngoại nằm ở bên trái của pháo chính. Khẩu đại liên phòng không 12,7 ly kiểu mới NSVT nằm trên vòm khoang chỉ huy có giá được gắn cố định và luôn sẵn sàng nhả đạn vào bất cứ lúc nào. Một số hộp đạn được lắp bên hông tháp pháo. Ống phun khói lắp ở mặt sau tháp pháo, trong ống đó còn đặt một ống khác nối thông tới nơi xả khói của động cơ.[10]
- Động cơ của T-64 nhỏ hơn T-72, và gần tháp pháo có một tấm chắn phóng xạ[10].
- Phiên bản T-64K dành cho chỉ huy được gắn thêm một ăng-ten nhỏ và một ăng-ten lớn dài 10m được đặt đứng thẳng tại vị trí trung tâm của khoang dành cho liên lạc viên. T-64K dùng hệ thống định vị TNA-3 giống với T-62 và không có đại liên phòng không.[10]

Tất nhiên là chất lượng 2 xe tăng này không thể nhầm được: T-64 hoàn toàn vượt trội về mọi mặt so với T-72 (trừ phiên bản T-72B sản xuất năm 1985), cụ thể như:
- Hệ thống nạp đạn tự động bằng thủy lực (không dùng điện) của T-64 có tốc độ nạp đạn cao hơn (6-13 giây/1 lần), độ tin cậy cao, ít bị hỏng do dằn xóc. Hệ thống nạp còn có chế độ nạp "chuỗi" (sequence) còn nhanh hơn (<5 giây/lần). Trong những bản cái tiến thì thiết bị nạp có thể tự giật lùi nhằm đảm bảo tốc độ cao của viên đạn (keep a good speed at the end of the load).
- Tổ lái hoạt động thoải mái hơn nhờ vào khoang lái rộng hơn, hệ thống treo linh hoạt hơn và nhờ vào chế độ điều khiển phụ trợ (Perrett 1987:43).
- Khoang đạn nằm ở phần dưới của tháp pháo, nhờ đó tránh được nguy hiểm do đạn tự nổ.
- Giáp trụ tốt hơn hẳn T-72 (trừ T-72A/B): sử dụng giáp composite, giáp phản ứng nổ ERA,... Được cho là vẫn còn có thể chống chịu tốt các loại đạn pháo tân tiến hiện nay.
- Hệ thống điều khiển bắn của T-64B cực kỳ hiện đại, ngay cả T-72B cũng không sánh bằng (phiên bản nâng cấp của T-72B là T-72BU (T-90 đời đầu) thì mới ngang bằng)
- Vị trí của xa trưởng có tầm nhìn tốt, anh ta có thể điều khiển khẩu đại liên phòng không từ bên trong xe và điều khiển pháo chính trong trường hợp khẩn cấp.

Vì vậy T-64 đắt hơn và phức tạp hơn: nó chỉ được sản xuất hạn chế và sử dụng bởi các lực lượng tinh nhuệ nhất của Liên Xô, đóng tại những nơi xung yếu trong khối Warsaw, như quân đoàn 14 tại quân khu Odessa, sư đoàn cận vệ số 41 tại quân khu Kiev. Các mẫu T-64A cũng hiện diện trong lực lượng tăng thiết giáp của Tập đoàn quân Liên Xô tại Đông Đức (GSFG) và Tập đoàn quân nam Hungary, về sau T-64B cũng được trang bị cho các lực lượng này. T-64 không xuất khẩu, ít sử dụng, và trong suốt một thời gian dài các thông tin của nó là bí mật. Còn T-72, do giá thành thấp, dễ sản xuất đại trà thì lại thay thế cho T-55 và T-62 trong việc hình thành "xương sống" của lực lượng tăng thiết giáp Liên Xô và việc xuất khẩu ra nước ngoài (xem thêm bài T-72).
Bởi tháp pháo nhỏ và thấp nên góc hạ nòng súng khá nhỏ (5-6 độ) nên không thể đứng bắn khi ở các vị trí quá cao, làm giảm khả năng phòng thủ của xe tăng. Phương Tây cho rằng đây là nhược điểm, bởi xe tăng sẽ không tận dụng được chiến thuật "Hull-Down" (nấp thân xe sau mô đất dốc, chỉ để hở nòng pháo) khi phòng thủ. Tuy nhiên, các nhà thiết kế Liên Xô không xem đây là một nhược điểm, bởi phương thức tác chiến chủ yếu của xe tăng không phải là phòng ngự mà là cơ động tấn công, tháp pháo nhỏ sẽ giúp giảm đáng kể xác suất trúng đạn khi tác chiến cơ động. Nhiệm vụ ẩn nấp phòng ngự là của lực lượng pháo chống tăng chứ không phải của xe tăng, tuy nhiên nếu bắt buộc phải bố trí phòng thủ (vốn ít khi diễn ra) thì T-64 vẫn hoàn toàn có thể dùng lưỡi ủi đất (gắn trước thân xe) để tự đào hố ẩn nấp kiểu "Hull-Down" chỉ trong mấy phút.
T-64 cũng mắc một số các khuyết điểm như:
- Việc dùng thiết bị nạp đạn tự động làm giảm số thành viên trong tổ lái, nhưng kích thước tháp pháo cũng bị thu nhỏ để xe nhẹ hơn và khó trúng đạn hơn, vì vậy khoảng không trong xe tăng không tăng lên bao nhiêu[10]. Khoang lái vẫn còn khá chật, vì vậy những người có thân hình cao khó sử dụng xe tăng và binh sĩ cũng mau mệt mỏi. Việc này cũng khiến phụ tùng phải để ở các khoang ngoài xe.
- Khi T-64K (phiên bản chỉ huy) dùng ăng-ten, nó buộc phải neo cột ăng-ten xuống đất, vì vậy lúc đó xe tăng không di chuyển được[10].

Đồng thời hệ thống nạp đạn tự động của T-64 cũng bị chỉ trích khá nhiều:
- Các phiên bản đầu tiên của nó thiếu các biện pháp an toàn dành cho kíp lái, nhất là đối với các pháo thủ, người ngồi gần hệ thống nạp nhất: các bờ rìa (limb) luôn luôn được tìm thấy trong hệ thống máy và dễ dẫn đến thương tích nặng, nhiều khi là tử vong. Và nhiều khi chỉ cần ống tay áo của pháo thủ bị kẹt vào trong thiết bị nạp thì anh ta sẵn sàng trở thành "viên đạn" ngay (Perrett 1987:42).
- Thiết kế của tháp pháo khiến người lính khó nạp đạn bằng tay khi bộ phận nạp bị hỏng. Lúc đó tốc độ bắn trở nên cực chậm: 1 viên trong 1 phút vì người lính lúc này phải mò mẫm nạp đạn trong một mớ hỗn loạn của một cái máy hỏng (Perrett 1987:42).
- Có thêm thiết bị nạp đạn đồng nghĩa với việc giảm số thành viên trong kíp lái, nhưng cũng có nghĩa số thành viên tham gia công việc bảo trì xe tăng (một việc làm cần phải thực hiện thường xuyên) giảm đi, tức là mỗi người sẽ phải làm việc nhiều hơn. Và nhiều khi việc bảo trì được thực hiện ngay sau khi kíp lái hoàn tất một chiến dịch nào đấy, và lúc đó mọi người đều mệt mỏi. Thêm vào đó, nếu người xa trưởng là một sĩ quan chỉ huy và phải thực thi nhiều nghĩa vụ khác của người sĩ quan (ví dụ như tham dự các cuộc gặp mặt cấp cao hoặc đi gặp thủ trưởng), công việc bảo trì hầu như đè nặng trên vai hai người còn lại. (Perrett 1987:42-43) Tất cả những điều này có nghĩa là kíp lái sẽ dễ xuống sức hơn do phải gánh một khối lượng việc lớn, dẫn đến hiệu suất làm việc ngày một giảm, đồng thời việc sửa chữa các hỏng hóc và bảo trì xe sẽ tốn nhiều thời gian hơn, xe tăng sẽ ít có cơ hội ra chiến trường hơn. Các vấn đề này sẽ trở nên đặc biệt nghiêm trọng trong các chiến dịch kéo dài nhiều ngày.
- Cấu trúc và hệ thống máy móc của T-64 bị phê phán là quá phức tạp, dẫn đến các hỏng hóc xảy ra thường xuyên. Nhất là hệ thống bánh xích, vốn mang một thiết kế mới hoàn toàn so với các phiên bản trước đó. Thậm chí các kỹ sư và thợ cơ khí của nhà máy sản xuất T-64 gần như là "định cư" tại các đơn vị tăng vì các vấn đề xảy ra quá thường xuyên (Perrett 1987:43-44).

Để khắc phục những nhược điểm nói trên, Liên Xô tiếp tục nghiên cứu, nâng cấp T-64 thành loại T-80.

## Các phiên bản
- Obyekt 430 (Dự án 430) (1957) – Mẫu thử với pháo 100-mm D-10T, giáp dày 120 mm, động cơ 4TPD 580 hp (427 kW), trọng lượng 36 tấn.
- Obyekt 430U (Dự án 430U) – Kế hoạch thiết kế mẫu xe tăng trang bị pháo 122 mm và giáp 160 mm.
- T-64 hay Obyekt 432 (Dự án 432) (1961) – Mẫu thử một khẩu pháo D-68 115-mm, khoảng 600 chiếc được sản xuất.
- T-64R hay Obyekt 432R (Dự án 432R) – Mẫu thiết kế lại trong giai đoạn 1977-1981, với cơ cấu bên ngoài từ T-64A nhưng vẫn giữ lại pháo 115-mm.
- T-64A hay Obyekt 434 (Dự án 432) – Trang bị pháo 125-mm, lắp giáp yếm chắn, cải thiện tầm nhìn, và hệ thống treo.
- T-64T (1963) – Phiên bản thử nghiệm với động cơ tuabin khí GTD-3TL 700 hp (515 kW).
- Obyekt 436 (Dự án 436) – Phiên bản lựa chọn khác cho dự án 432, with a V-45 engine, three built.
- Obyekt 438 và Obyekt 439 (Dự án 438 và Dự án 439) – Obyekt 434 với động cơ đi-ê-den V-45.
- T-64AK hay Obyekt 446 (Dự án 446) (1972) – Phiên bản chỉ huy, với 1 hệ thống liên lạc vô tuyến R-130M và anten, một hệ thống dẫn đường TNA-3, không có súng máy phòng không, mang theo 38 viên đạn cho pháo chính.
- Obyekt 447 (Dự án 447) – Mẫu thử của T-64B. Về cơ bản là T-64A trang bị hệ thống 9K112 "Kobra" và ngắm bắn a1G21. Hiện đang trưng bày tại bảo tàng Kiev.
- T-64B hay Obyekt 447A (Dự án 447A) (1976) – Trang bị giáp được thiết kế lại, hệ thống điều khiển hỏa lực 1A33, hệ thống ATGM 9K112-1 Kobra (Tên mã của NATO: "AT-8 Songster"), thiết bị ngắm TPN-1-49-23, pháo 2A46-2, thiết bị ổn định 2E26M và máy nạp đạn 6ETs40. Sau đó kiểu B/BV có các hệ thống hiện đại hơn là 1A33-1, TPN-3-49, 2E42 và pháo 2A46M-1. Từ năm 1985, T-64B được trang bị với giáp phần chính diện xe khỏe hơn, những chiếc xe tăng cũ hơn được nâng cấp với các tấm giáp 16-mm. Các xe tăng được trang bị động cơ 1,000 hp 6DT được gọi là T-64BM.
- T-64BV – Trang bị hệ thống giáp phản ứng "Kontakt-1" và hệ thống phóng lựu đạn khói "Tucha" 81-mm ở phía bên trái tháp pháo.
- T-64BM2 hay Obyekt 447AM-2 (Dự án 447AM-2) – Trang bị hệ thống giáp phản ứng "Kontakt-5", các tấm chắn bảo vệ bằng cao su, hệ thống hỏa lực 1A43U, máy nạp đạn 6ETs43 và khả năng bắn tên lửa chống tăng 9M119 Svir (Tên mã của NATO: "AT-11 Sniper"), động cơ 5TDFM 850 hp (625 kW).
- T-64U, BM Bulat, hay Obyekt 447AM-1 (Dự án 447AM-1) – Phiên bản hiện đại hóa của Ukraina, nâng cấp T-64B với tiêu chuẩn của T-84. Trang bị hệ thống giáp phản ứng "Kontakt-5", tên lửa chống tăng 9K120 Refleks (Tên mã của NATO "AT-11 Sniper"), hệ thống hỏa lực 1A45 "Irtysh", hệ thống ngắm cho sĩ quan TKN-4S, hệ thống ngắm bắn cho súng phòng không PZU-7, kính ngắm đêm TPN-4E "Buran-E", động cơ 6TDF 1,000-hp (735 kW).
- T-64B1 hay Obyekt 437 (Dự án 437) – Giống như phiên bản B, nhưng không có hệ thống điều khiển hỏa lực, mang 37 viên đạn.
- T-64B1M – T-64B trang bị động cơ 1,000-hp 6DT.
- T-64BK và T-64B1K hay Obyekt 446B (Dự án 446B) – Các phiên bản chỉ huy, với hệ thống liên lạc vô tuyến R-130M và anten, hệ thống dẫn đường TNA-3 và AB-1P/30 APU, không có súng máy phòng không, mang 28 viên đạn pháo.
- Obyekt 476 (Dự án 476) – 5 mẫu thử với động cơ 6TDF, đây là các nguyên mẫu cho việc phát triển T-80UD.
- BREM-64 hay Obyekt 447T (Dự án 447T) – Xe hỗ trợ sửa chữa giáp với 1 cần trục hạng nhẹ 2.5 tấn, lưỡi ủi đất phía trước, thiết bị hàn... Chỉ có một số lượng nhỏ được chế tạo.
- T-55-64 – T-55 nâng cấp lớn với phần thân và khung gầm của T-64, trang bị giáp phản ứng nổ "Kontakt-1". Nguyên mẫu.
- T-80 và T-84 là phát triển xa hơn của T-64.

### Các phiên bản hiện đại hóa
T-64
- 1977–1981 – nâng cấp với tiêu chuẩn của T-64R, tổ chức lại các thiết bị bên ngoài thân như T-64A.

T-64A/AK
- 1972 - thiết kế lại, cải tiến hệ thống hỏa lực (TPD-2-49 và TPN-1-49-23), bao gồm súng máy NSVT trên một tháp pháo điện, máy radio R-123M.
- 1975 - thiết kế lại, bộ thăng bằng mới 2E28M, máy nạp đạn 6ETs10M, động cơ hỗn hợp, pháo 2A46-1 và kính nhìn đêm TNPA-65.
- 1981 - thiết kế lại, 2 khối với 12 súng phóng lựu đạn khói 902A, các tấm đệm cao su ở hệ thống treo thay cho các tấm bảo vệ yếm.
- 1983 T-64AM,T-64AKM, một số chiếc được trang bị với động cơ 6TDF trong khi bảo quản.

T-64B/B1/BK/B1K
- 1981 - thiết kế lại, 2 khối gồm 8 súng phóng lựu đạn khói 902B2, pháo 2A26M1.
- 1983 T-64BM,T-64B1M,T-64BMK và T-64B1MK: một số chiếc được trang bị với động cơ 6TDF trong khi bảo quản.
- 1985 T-64BV,T-64B1V,T-64BVK và T-64B1VK: trang bị giáp phản ứng nổ "Kontakt", súng phóng lựu đạn khói ở bên trái tháp pháo.
- BM Bulat – T-64 hiện đại hóa bởi Nhà máy Malyshev ở Ukraina. Lưu trữ ngày 19 tháng 10 năm 2004 tại Wayback Machine 17 chiếc được đưa vào sử dụng trong quân đội Ukraina năm 2005.
- T-64E: phiên bản nâng cấp của T-64BV do Ukraina phát triển. Sử dụng động cơ diesel mới 5TDFE có công suất 850 mã lực và độ tin cậy được cải thiện. Ukraina tuyên bố giáp trước tháp pháo của T-64E mạnh tương đương 750mm thép cán. Trang bị giáp phản ứng nổ Duplet có khả năng bảo vệ trước đầu đạn nổ chống tăng liều đúp. Có thiết bị phòng thủ chủ động Varta (phiên bản cải tiến của Shtora-1), hệ thống ngắm bắn và điều khiển hỏa lực được cải tiến. Năm 2011 giá một chiếc T-64E là 1,12 triệu USD.[9]

### Các biến thể
- BMPV-64 – Xe chiến đấu bộ binh hạng nặng, dựa trên khung gầm của T-64, nhưng thiết kế lại thân hoàn toàn với 1 cửa vào ra ở phía sau. Trang bị bao gồm một pháo 30 mm điều khiển từ xa. Trọng lượng chiến đấu là 34,5 tấn. Mẫu thử đầu tiên được hoàn thành năm 2005.[11]
- BTRV-64 – Tương tự như phiên bản APC.[11]
- UMBP-64 – Phiên bản sửa đổi sẽ hoạt động về cơ bản như các xe chuyên dụng trên chiến trường (đang lên kế hoạch), bao gồm một xe hỗ trợ hỏa lực, một xe cứu thương và một xe phòng không.
- BMPT-K-64 – Phiên bản này không có bánh xích, nhưng có hệ thống treo mới với 4 trục xe, giống với các dòng BTR của Liên Xô. Xe được trang bị động cơ 5TDF-A/700 và có trọng lượng chiến đấu là 17,7 tấn. Nó trang bị một RCWS và có thể vận chuyển 3-8. Chỉ là mẫu thử.
- BAT-2 – Xe công binh chiến trường hỗ trợ nhanh, với động cơ, thân và hệ thống treo của T-64.  Lưu trữ ngày 13 tháng 9 năm 2012 tại archive.today

## Số lượng hoạt động
- Nga:
Lục quân Nga: 2000 chiếc T-64A và B trong năm 2013.[12] Nga đã ngừng hoạt động toàn bộ T-64, và bắt đầu tiêu hủy một số xe tăng do quá tuổi sử dụng.[13]
Lực lượng phòng thủ bờ biển Nga: 350 chiếc trong năm 2013[14].
- Kazakhstan: Một lượng nhỏ dùng trong công tác huấn luyện.[13]
- Transnistria: 20 chiếc, phiên chế trong 1 tiểu đoàn xe tăng.[15]
- Ukraina:
Lục quân Ukraina: Năm 2013 có 1750 chiếc, trong đó 650 chiếc đang phục vụ trong quân ngũ.[16]
Thủy quân Lục chiến Ukraina: Năm 2013 có 40 chiếc[17]
- Uzbekistan: 100 chiếc[18][19]